# 亞馬留
亞馬留（葡萄牙語：João Maria Ferreira do Amaral；1803年3月4日—1849年8月22日），又譯若昂·马里亚·费雷拉·多-阿马拉尔、亞馬喇、亞馬勒，是葡萄牙帝國海軍將領，有「獨臂將軍」之稱；是澳門第79任總督。在他領導之下，開啟葡萄牙全面殖民澳門150年的統治。

## 家庭
亞馬留是法西斯古·亞馬留（Francisco Joaquim Ferreira do Amaral）以及安娜·文多沙（Ana Isabel Cirila de Mendonça）之長子；其分別有一弟一妹，名為祖阿昆·亞馬留（及法蘭西卡·亞馬留（Francisca Ferreira do Amaral）。
亞馬留和瑪利亞（Maria Helena de Albuquerque, 1ª baronesa de Oliveira Lima）結婚；瑪利亞於1843年6月11日為他誕下法西斯古·法里尼亞·亞馬留（Francisco Joaquim Ferreira do Amaral）。

## 生平
亞馬留於1803年3月4日在葡萄牙帝國首都里斯本亞加打那出生。
1821年，身為上校的亞馬留隨葡萄牙皇家海軍艦隊在巴西獨立戰爭中被大炮打中，及後在不用麻醉的情況下截肢而失去右臂；當他截肢後把其右臂擲開並高呼「葡萄牙萬歲！（!）」；葡萄牙人因此稱他為「獨臂將軍」。1839年，亞馬留被獲封為騎士。

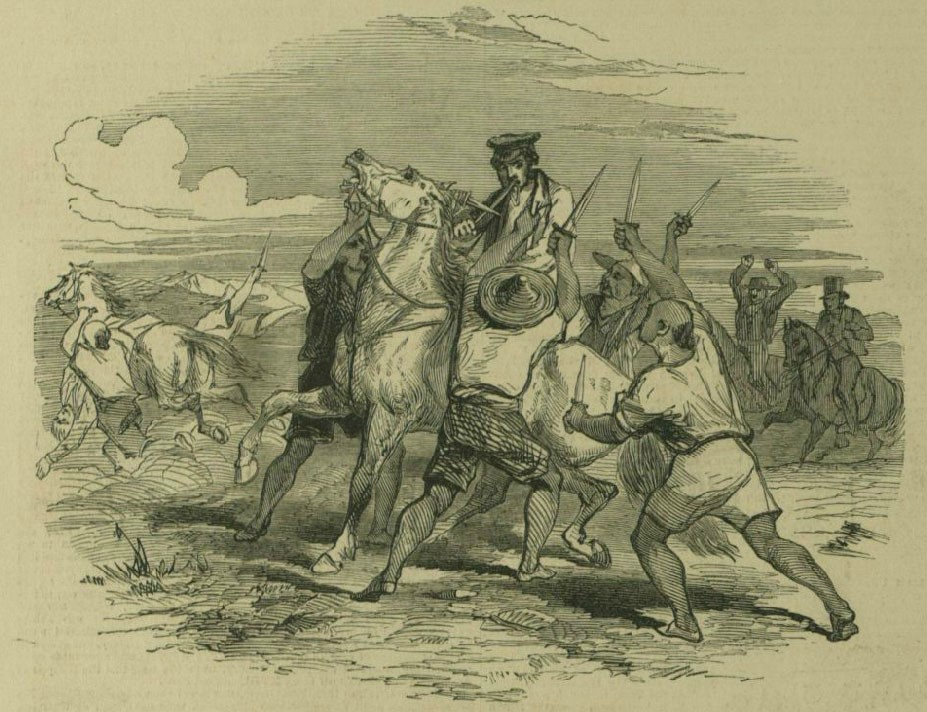
亞馬留被殺

亞馬留於1846年4月到達澳門就任總督，当时的澳门政府因海关限制失去了主要收入來源，故造成財政赤字。亞馬留上任後第二個月起徵收土地稅、人頭稅等多項稅務、開始擴張葡萄牙在澳門的版圖以及把統治權擴至華籍居民，在1846年10月的十·八慘案中鎮壓華人反抗力量；1847年開放澳門的賭禁禁令；翌年強行在關閘一帶拆屋及挖墳以開闢一條由水坑尾至關閘的馬路；1849年3月13日派兵拆毀清廷粵海關澳門關部行台及在市政廳大樓內刻有《澳夷善後事宜條議》的石碑，其中，邢榮發、關俊雄等澳門歷史學者認為關部行台位於澳門顯榮里至關前後街區域。以上政績雖為澳門帶來建設，但卻同時惹起當地華人民憤，埋下他日後被暗殺的伏線。
亞馬留1849年致其好友的信称：“昨天有人来偷偷告诉我，华人悬赏2万葡币取我的首级，若如此，澳门有經費可以維繫4个月。我的头，他们出2万，那我的全身价值多少？”
1849年8月22日，香山縣龍田村村民沈志亮、郭金堂等人在距離關閘約100米處（即蓮峰廟西北角，因當時關閘位於目前位置以南）假裝向亞馬留告狀，後被沈志亮舉起刈草刀劈中下頷及斬首而身亡，導致後來之關閘事件。此後，葡萄牙對附近村落進行鎮壓，並在之後全面佔領澳門。

## 紀念

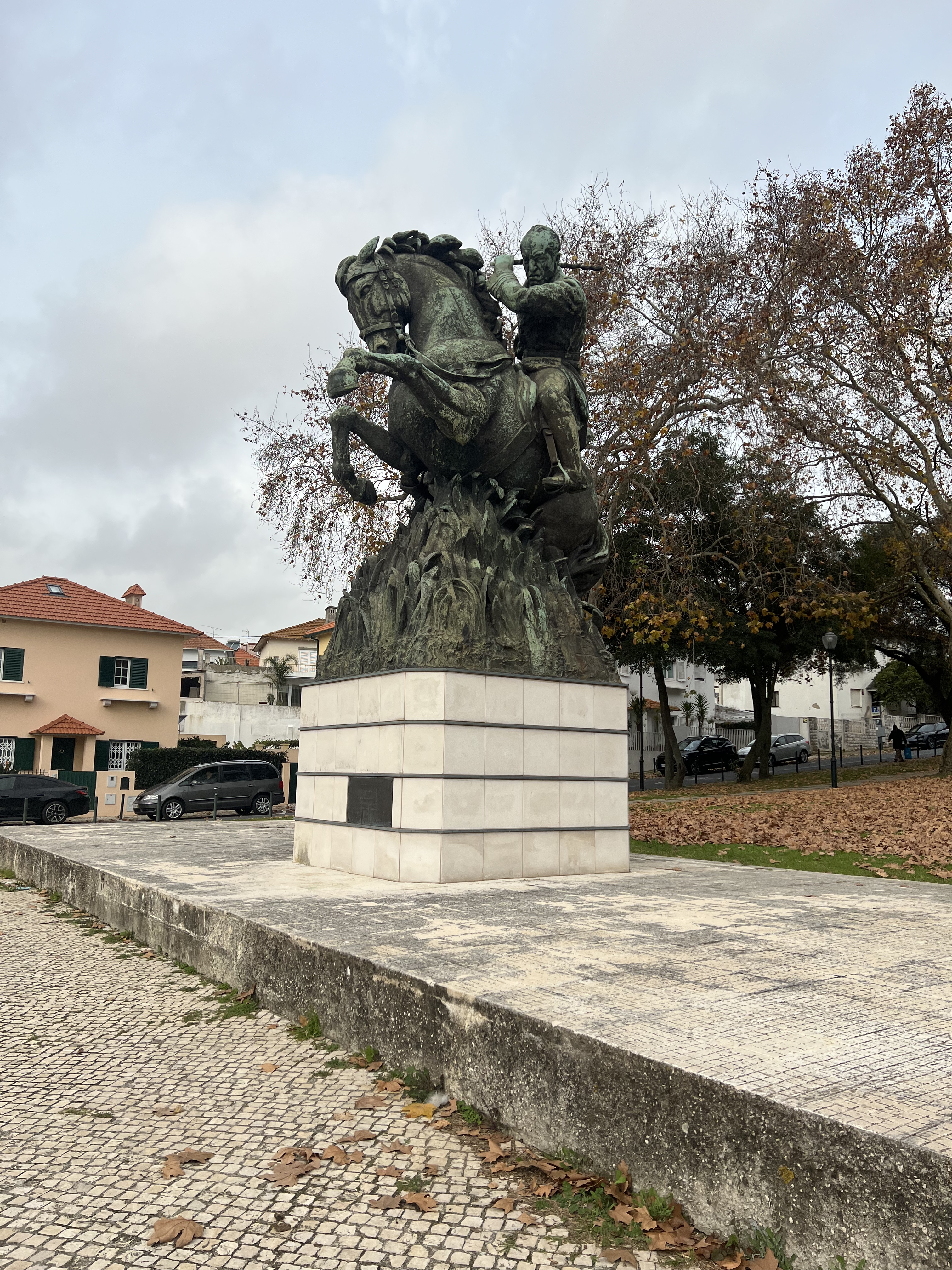
遷回葡萄牙里斯本的亞馬留銅像，攝於2024年。

站在澳葡政府角度，亞馬留被視為葡萄牙的民族英雄，因而澳葡政府在東望洋街、亞馬喇馬路、亞馬留圓形地、亞馬喇土腰都以亞馬留命名以作紀念。歷史學者關俊雄通過空間分析，發現以同一位澳督命名的街道，都呈着一種明顯的規律分佈，即只要位於同一個地理單元，即澳門半島、氹仔或路環，這些街道都會集中分佈。唯獨以亞馬留命名的街道，不僅有悖於聚集性規律，更是達到另一個極端，表現出高度的分散性，分別座落於澳門半島的東、南、北和中心區域，反映澳葡政府有意識的規劃，是在空間話語權上把整個澳門“亞馬留化”、“澳督化”，以至“殖民化”的重要舉措。澳葡政府在1940年在澳門南灣亞馬留圓形地豎立一座亞馬留騎馬的銅像，但站在中国角度，亚马留是殖民统治的象征，因此銅像在國務院港澳辦主任魯平要求下於1992年10月28日卸下運回葡萄牙首都里斯本，現時安放在恩卡爾納桑廣場大道上。。

## 影视形象
- 2004年澳门电视剧《铁血莲花》中澳葡总督一角（剧中名沙瓦德）